# Godło Majotty

Godło Majotty

Nieoficjalne godło Majotty reprezentuje francuską ludność zamieszkującą Majottę i znajduje się w centralnej części (również nieoficjalnej) flagi Majotty razem z napisem w języku francuskim MAYOTTE.
Herb Majotty to tarcza o srebrnym ząbkowanym skraju, dzielona w pas. W polu górnym błękitnym srebrny półksiężyc z rogami do góry. W polu dolnym czerwonym dwa kwiaty jagodlinu wonnego (łac. Cananga odorata). Trzymaczami są dwa koniki morskie. Pod tarczą wstęga z dewizą w języku suahili Ra Hahiri (Jesteśmy czujni).
Barwy tarczy herbowej pochodzą z flagi francuskiej, srebrny skraj (bordiura) symbolizuje rafę koralową otaczającą wyspę. Półksiężyc – islam (wyznaje go 97% mieszkańców wysp). Kwiaty jagodlinu wonnego symbolizują bogactwo flory Majotty. Konik morski nawiązuje do kształtu największej wyspy .
Herb przyjęty został  przez Radę Generalną Majotty 23 lipca 1982 roku. Autorzy herbu to Michel Chabin i Pascale Santerre.

Tarcza

Oficjalnym godłem i flagą Majotty pozostają godło i flaga Francji.